# Menexenus fruhstorferi
Menexenus fruhstorferi är en insektsart som beskrevs av Brunner von Wattenwyl 1907. Menexenus fruhstorferi ingår i släktet Menexenus och familjen Phasmatidae. Inga underarter finns listade i Catalogue of Life.